# مرحاض

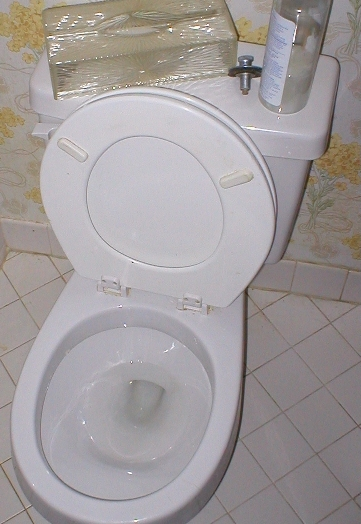
المرحاض الغربي.

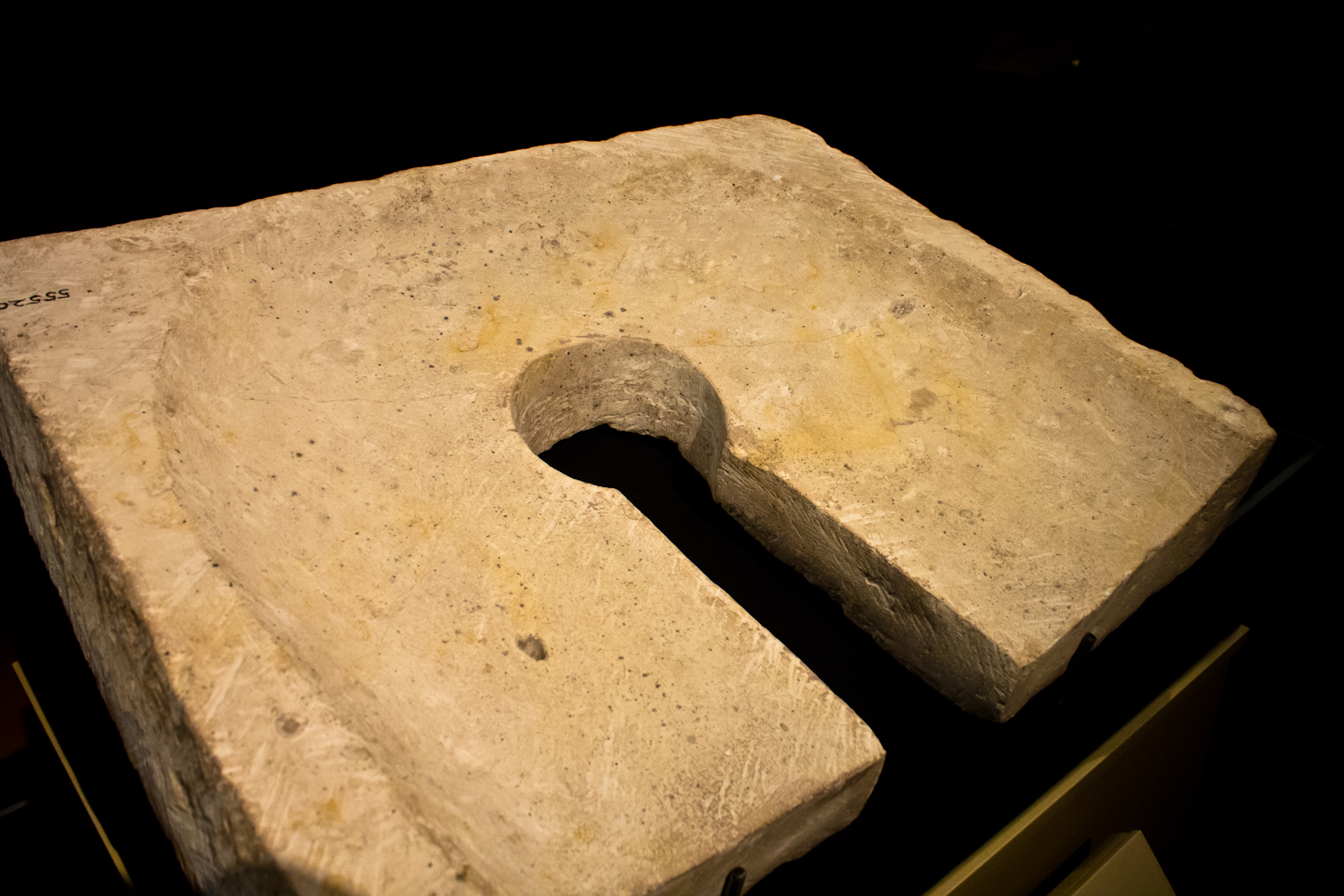
مرحاض من عهد الفراعنة وجد بتل العمارنة.

المِرْحَاض (الجمع: المَرَاحِيْض) هو أداة للتخلص من الفضلات البشرية (البول والبراز)، وبالإضافة إلى ذلك، وقد يستخدم أيضًا للتخلص من النفايات، وهنالك عدة أنواع من المراحيض ومنها المِرْحَاض الدافق للمياه والمِرْحَاض الأرضي والمبولة.

## التنظيف
يوجد العديد من الطرق لكي ينظف الشخص نفسه بها بعد استخدام المِرْحَاض؛ وهي تختلف باختلاف الثقافات القومية، ومن هذه الطرق استخدام ورق الحمام (وأحياناً يستخدم معه البيديه) وهي الطريقة الأكثر أستخداما في الغرب، وفي معظم الدول الإسلامية تستخدم المياه، وتستخدم اليد اليسرى في التنظيف بها.

## مرحاض الأرضي
مرحاض قرفصاء إحدى الطرق للتخلص من الفضلات هو المرحاض العربي ويستخدم في العالم الإسلامي بشكل واسع. بحيث يجلس الشخص جلسة القرفصاء. حيث أنه يسهل عملية خروج البراز.